# Hum (Foča, BiH)
Hum je naseljeno mjesto u općini Foča, Republika Srpska, BiH. Nalazi se kraj granice s Crnom Gorom, na desnoj obali rijeke Drine, 1 km od sutoke Tare i Pive.

## Stanovništvo
| Narod     | Popis 1961. | Popis 1971. | Popis 1981. | Popis 1991. |
| --------- | ----------- | ----------- | ----------- | ----------- |
| Hrvati    |             |             |             |             |
| Muslimani | 220         | 195         | 155         | 104         |
| Srbi      | 6           | 3           | 1           |             |
| ostali    | 8           | 4           | 1           |             |
| Ukupno    | 234         | 202         | 157         | 104         |